# Bettringen
Bettringen is een plaats in de Duitse gemeente Schwäbisch Gmünd, deelstaat Baden-Württemberg, en telt 10.000 inwoners.

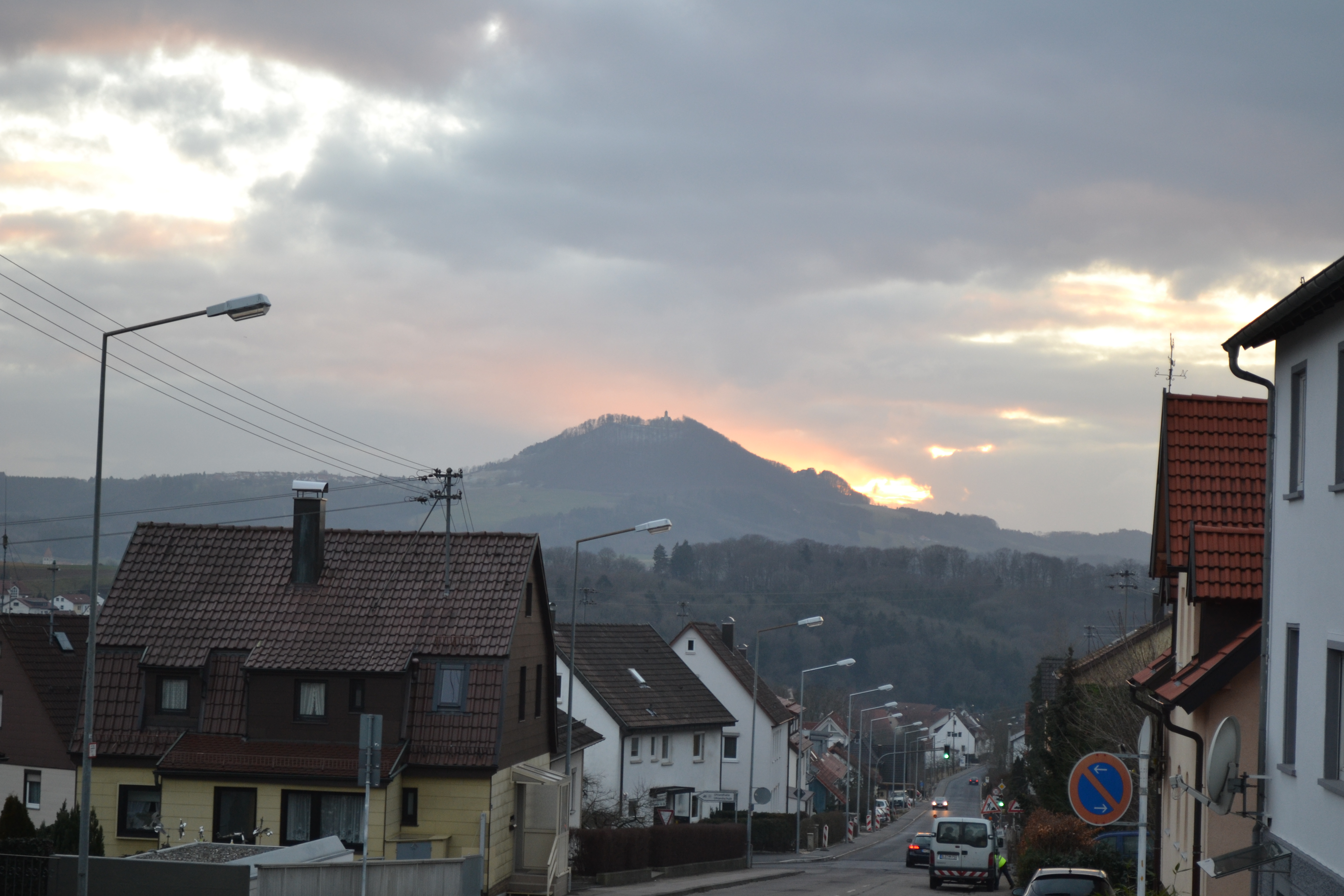
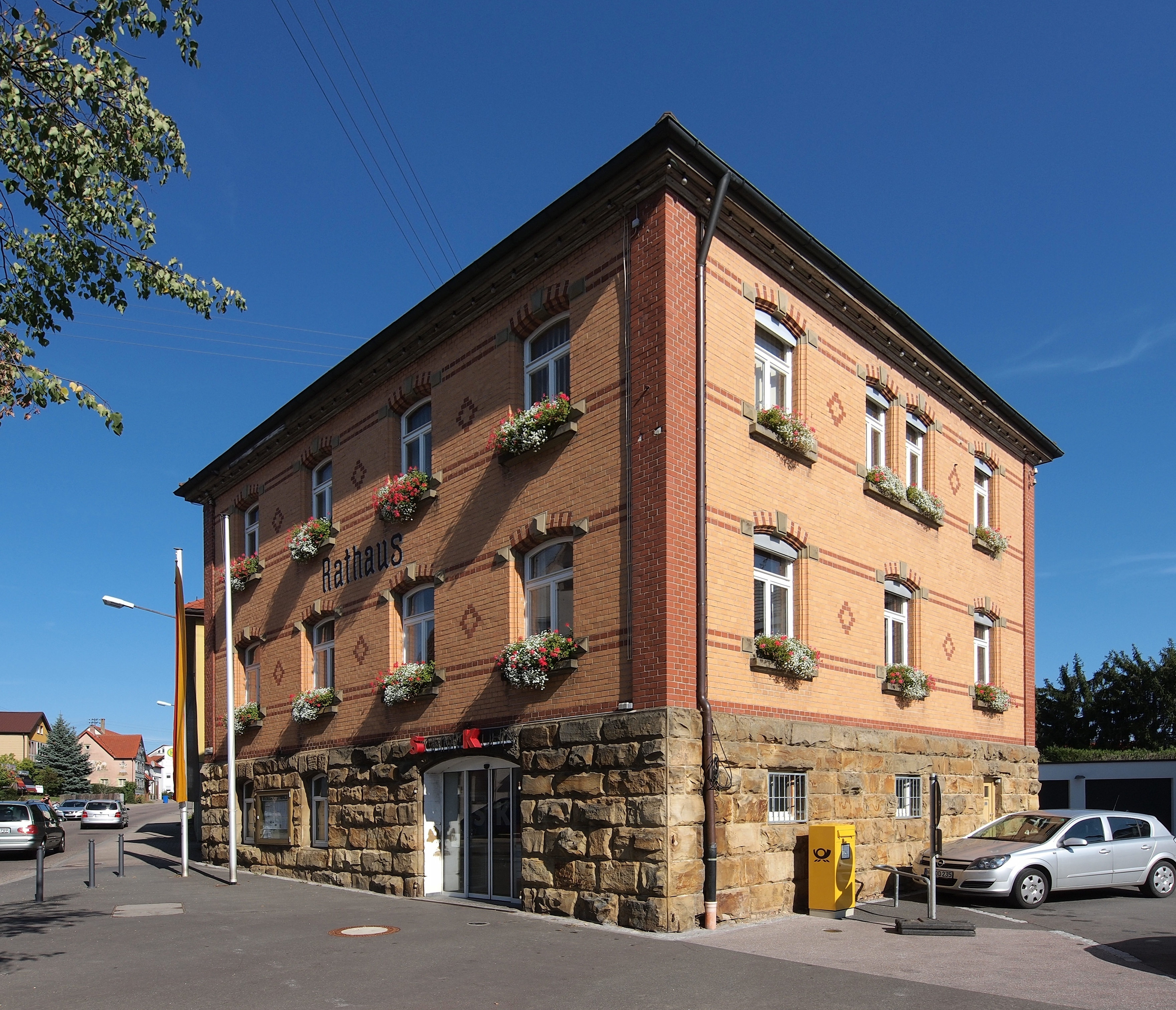
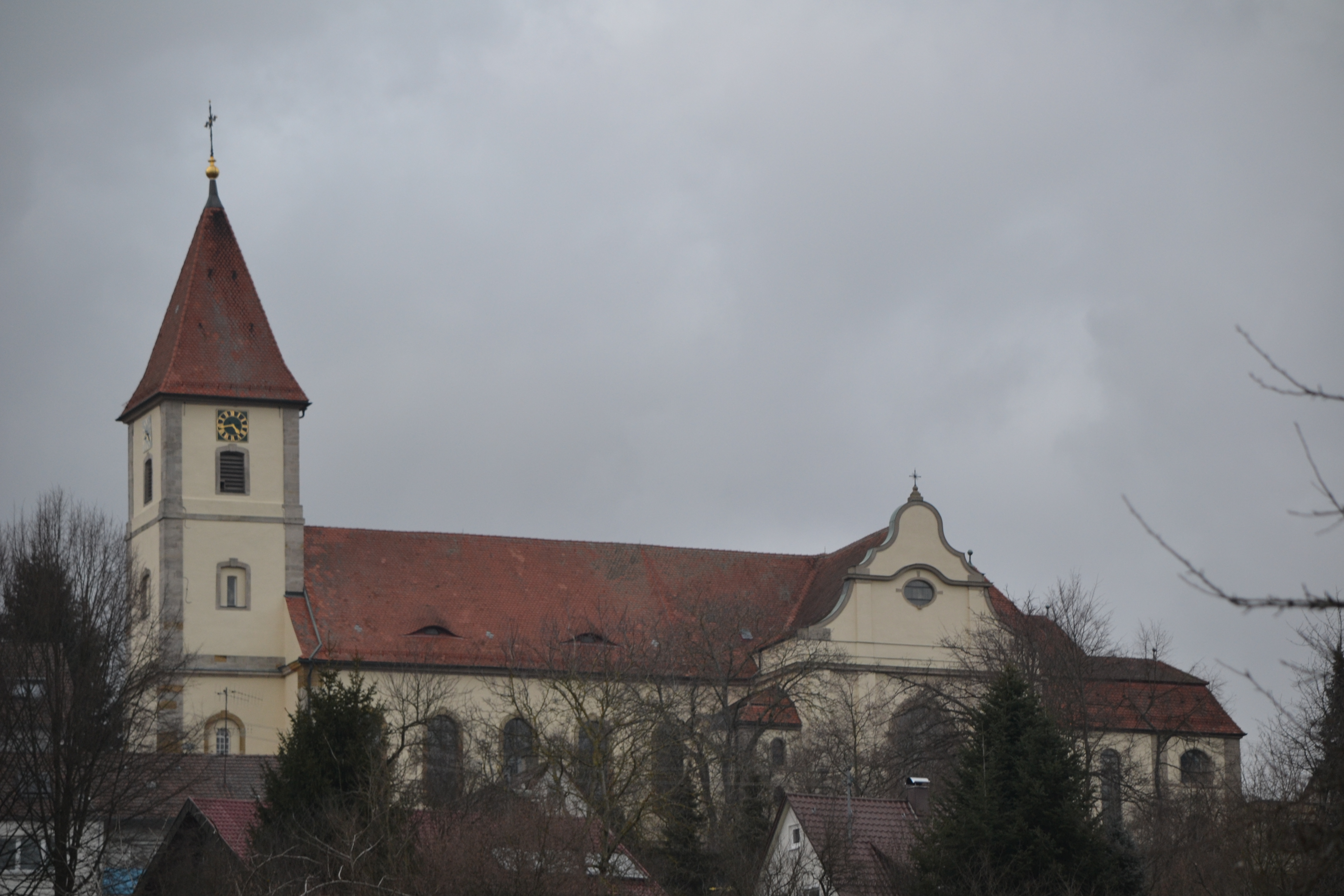
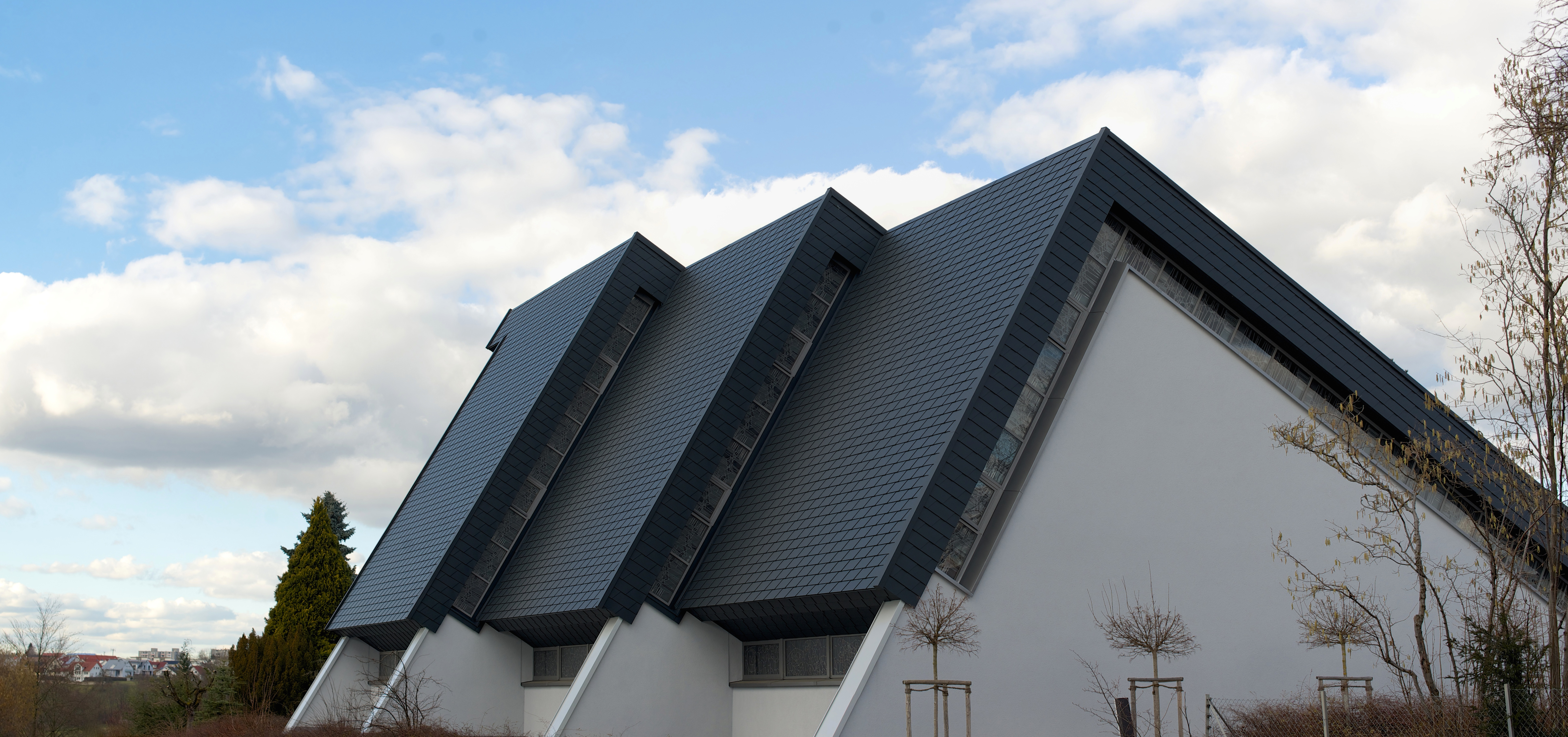
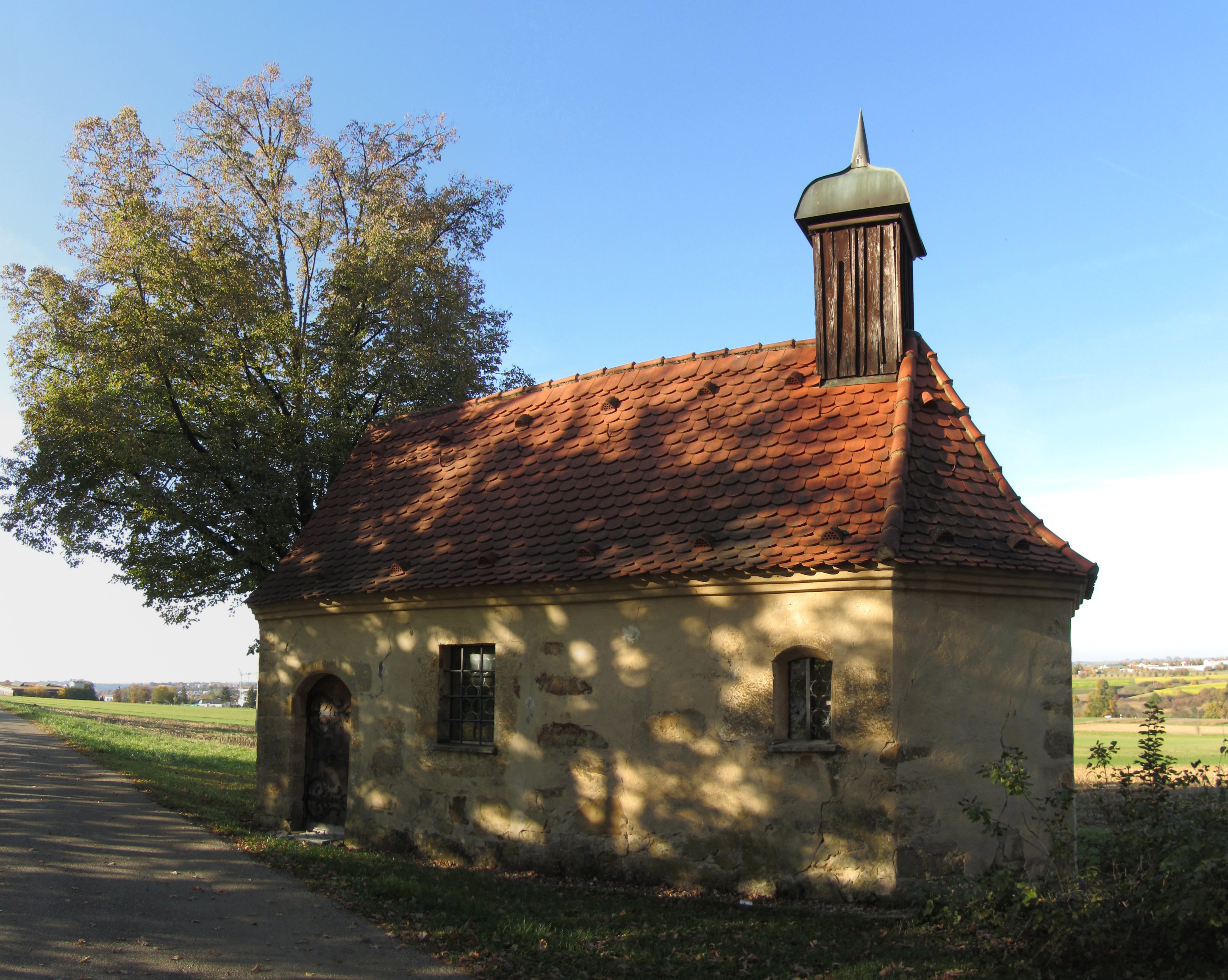
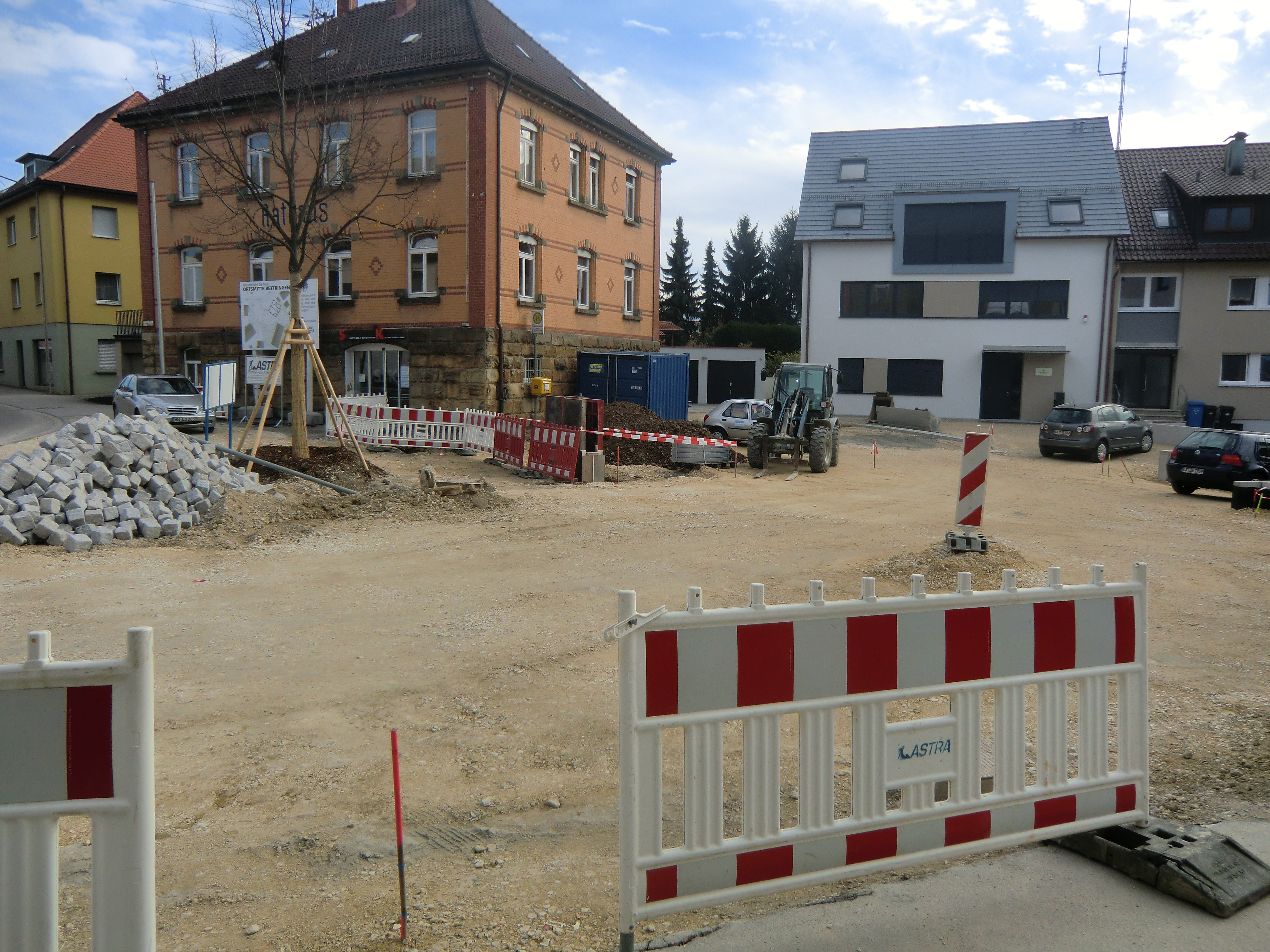
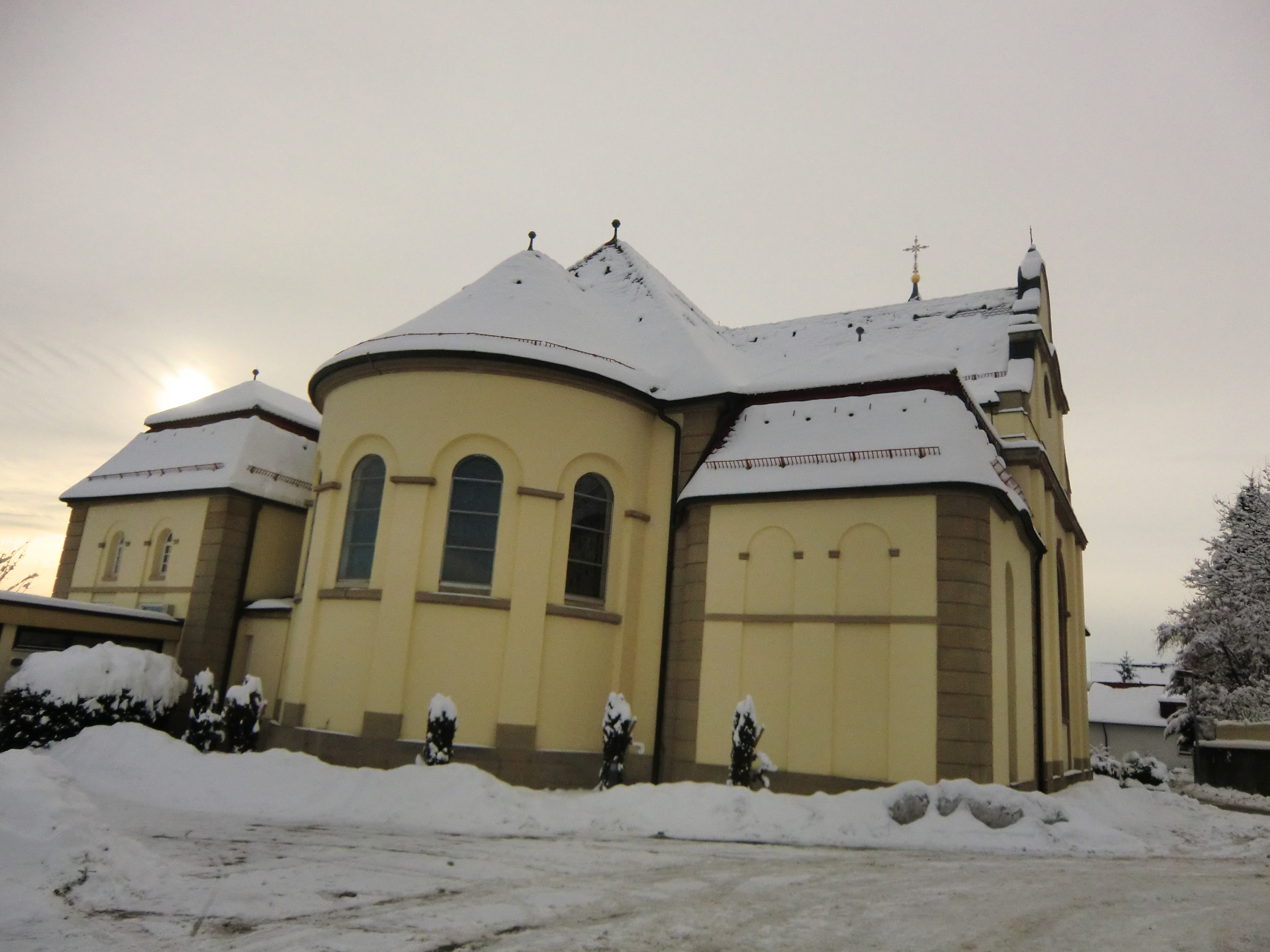